# Ногайбай (Жамбылская область)
Ногайбай (каз. Ноғайбай, до 1999 г. — Ыргайты) — аул в Кордайском районе Жамбылской области Казахстана. Административный центр Ногайбайского сельского округа. Код КАТО — 314849100.

## Население
В 1999 году население аула составляло 1864 человека (926 мужчин и 938 женщин). По данным переписи 2009 года, в ауле проживало 1845 человек (925 мужчин и 920 женщин).